# Aleksandr Krajnow
Aleksandr Iosifowicz Krajnow (ros. Александр Иосифович Крайнов, ur. 10 września 1919 we Włodzimierzu, zm. 21 maja 1977) – radziecki generał major, Bohater Związku Radzieckiego (1945).

## Życiorys
Do 1934 skończył 8 klas szkoły średniej, później pracował w magazynie, od 1936 służył w Armii Czerwonej, w 1938 ukończył szkołę wojskową w Jarosławiu, po czym został skierowany na Daleki Wschód. Od maja 1942 uczestniczył w wojnie z Niemcami na Froncie Zachodnim, 2 Nadbałtyckim i 1 Białoruskim jako szef sztabu batalionu piechoty, dowódca batalionu, szef sekcji sztabu brygady, dowódca batalionu i dowódca brygady, od 1942 należał do WKP(b). W 1943 ukończył kursy doskonalenia kadry oficerskiej i został zastępcą dowódcy, a we wrześniu 1944 dowódcą 1083 pułku piechoty 312 Dywizji Piechoty 69 Armii 1 Frontu Białoruskiego w stopniu podpułkownika, brał udział w operacji berlińskiej w kwietniu 1945. W 1947 ukończył Akademię Wojskową im. Frunzego, a w 1961 Wojskową Akademię Sztabu Generalnego, był dowódcą dywizji i zastępcą naczelnika wojskowej szkoły piechoty w Moskwie, później pracował w Sztabie Zjednoczonych Sił Zbrojnych Państw-Stron Układu Warszawskiego. Zginął w wypadku drogowym. Został pochowany na Cmentarzu Kuźmińskim w Moskwie.

## Odznaczenia
- Złota Gwiazda Bohatera Związku Radzieckiego (31 maja 1945)
- Order Lenina
- Order Czerwonego Sztandaru (trzykrotnie, w tym 5 sierpnia 1944)
- Order Suworowa III klasy (25 sierpnia 1944)
- Order Czerwonej Gwiazdy (dwukrotnie)
- Order „Za służbę Ojczyźnie w Siłach Zbrojnych ZSRR” III klasy
- Medal „Za zasługi bojowe”
- Medal „Za zwycięstwo nad Niemcami w Wielkiej Wojnie Ojczyźnianej 1941–1945”
- Medal „Za wyzwolenie Warszawy”
- Medal „Za zdobycie Berlina”
- Medal „Weteran Sił Zbrojnych ZSRR”
- Krzyż Walecznych (Polska Ludowa)

I wiele medali ZSRR oraz odznaczeń zagranicznych.